# Sphinginae

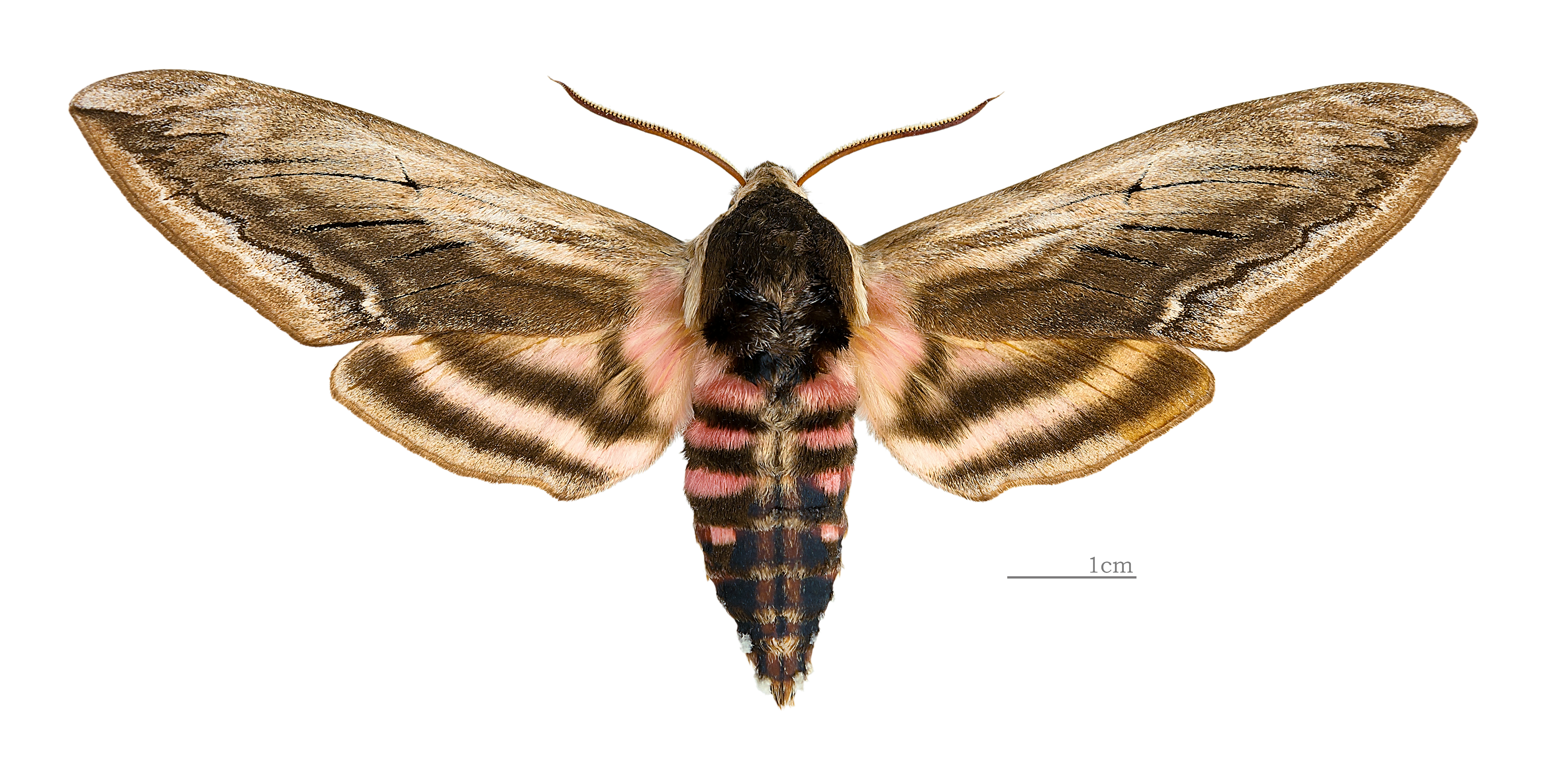
zawisak tawulec

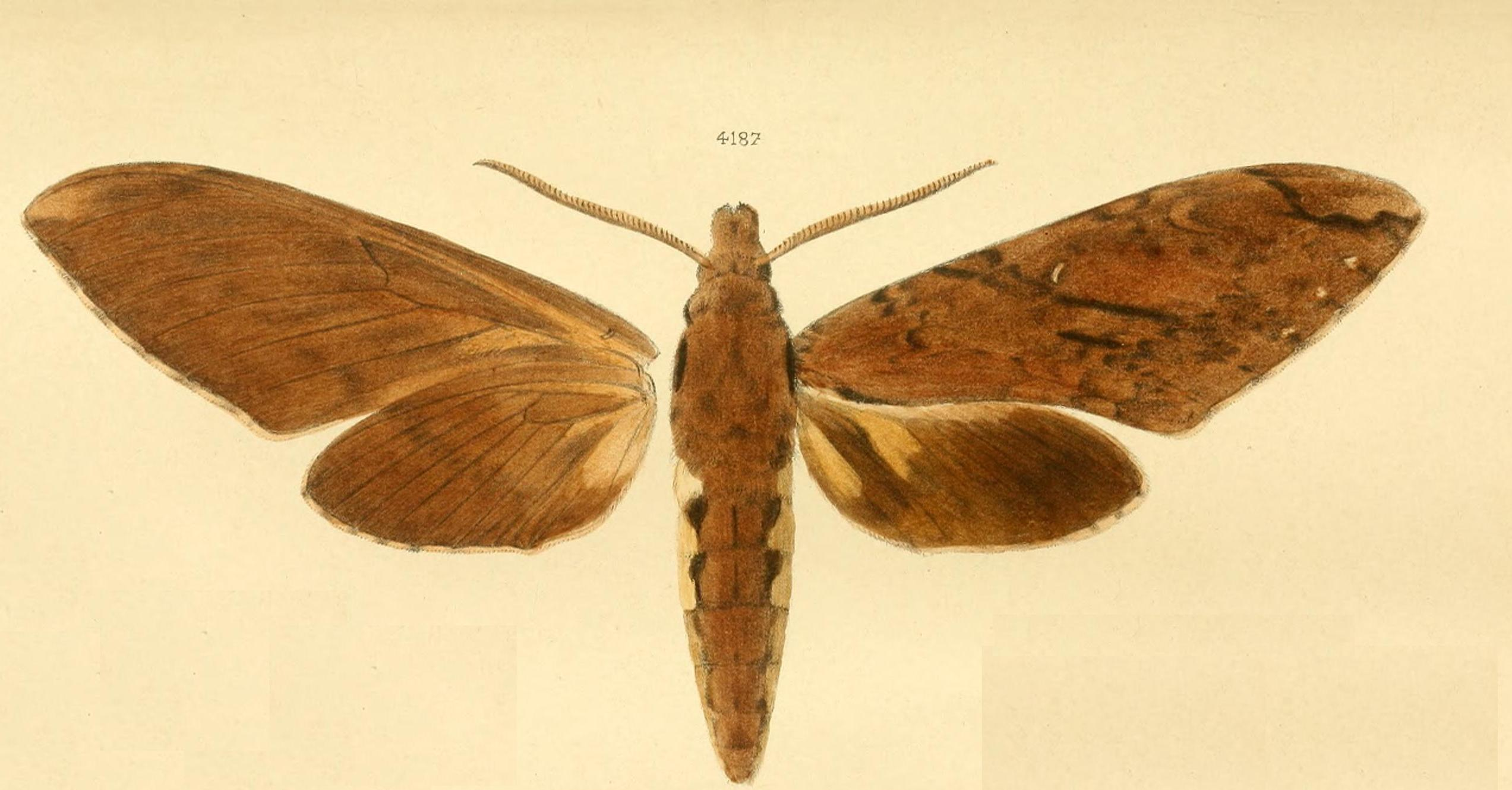
Xanthopan morgani

Sphinginae – podrodzina motyli z rodziny zawisakowatych. Zawiera ona około 40 rodzajów i ponad 200 gatunków.

## Systematyka

### plemięAcherontiini
Agriidi
- rodzaj Acherontia (3 gat.)
- rodzaj Agrius (6+ gat.)
- rodzaj Callosphingia
  - Callosphingia circe
- rodzaj Coelonia
  - Coelonia brevis
  - Coelonia fulvinotata
  - Coelonia mauritii
  - Coelonia solani
- rodzaj Megacorma

### plemięSphingini
Amphonygidi, Ceratomiidi, Cocytiidi, Dolbidi, Euryglottides, Hyloicidi, Phlegethontiidi
- rodzaj Amphimoea
  - Amphimoea walkeri
- rodzaj Apocalypsis
  - Apocalypsis velox
- rodzaj Ceratomia (7+ gat.)
- rodzaj Cocytius (6+ gat.)
- rodzaj Dolba
- rodzaj Dolbogene
  - Dolbogene hartwegii
  - Dolbogene igualana
- rodzaj Dovania
  - Dovania neumanni
  - Dovania poecila
- rodzaj Ellenbeckia
  - Ellenbeckia monospila
- rodzaj Euryglottis
  - Euryglottis albostigmata
  - Euryglottis aper
  - Euryglottis davidianus
  - Euryglottis dognini
  - Euryglottis guttiventris
  - Euryglottis johannes
  - Euryglottis oliver
- rodzaj Hoplistopus
  - Hoplistopus butti
  - Hoplistopus penricei
- rodzaj Isoparce
- rodzaj Lapara
  - Lapara bombycoides
  - Lapara coniferarum
  - Lapara helicarnie
  - Lapara phaeobrachycerous
- rodzaj Leucomonia
  - Leucomonia bethia
- rodzaj Litosphingia
  - Litosphingia corticea
- rodzaj Lomocyma
- rodzaj Macropoliana
  - Macropoliana afarorum
  - Macropoliana asirensis
  - Macropoliana ferax
  - Macropoliana natalensis
  - Macropoliana ohefferani
  - Macropoliana scheveni
- rodzaj Manduca (około 70+ gat.)
- rodzaj Meganoton
  - Meganoton analis
  - Meganoton hyloicoides
  - Meganoton nyctiphanes
  - Meganoton rubescens
  - Meganoton yunnanfuana
- rodzaj Nannoparce
  - Nannoparce balsa
  - Nannoparce poeyi
- rodzaj Neococytius
- rodzaj Neogene
  - Neogene albescens
  - Neogene carrerasi
  - Neogene corumbensis
  - Neogene curitiba
  - Neogene dynaeus
  - Neogene intermedia
  - Neogene pictus
  - Neogene reevei
  - Neogene steinbachi
- rodzaj Oligographa
  - Oligographa juniperi
- rodzaj Panogena
  - Panogena jasmini
  - Panogena lingens
- rodzaj Pantophaea
  - Pantophaea favillacea
  - Pantophaea jordani
  - Pantophaea oneili
- rodzaj Paratrea
- rodzaj Poliana
  - Poliana albescens
  - Poliana buchholzi
  - Poliana leucomelas
  - Poliana micra
  - Poliana wintgensi
- rodzaj Praedora
  - Praedora leucophaea
  - Praedora marshalli
  - Praedora plagiata
- rodzaj Pseudodolbina
  - Pseudodolbina aequalis
  - Pseudodolbina fo
- rodzaj Psilogramma
  - Psilogramma increta
  - Psilogramma jordana
  - Psilogramma menephron
  - Psilogramma papuensis
  - Psilogramma wannanensis
- rodzaj Sagenosoma
  - Sagenosoma elsa
- rodzaj Sphinx
  - Sphinx adumbrata
  - Sphinx arthuri
  - Sphinx asellus
  - Sphinx aurigutta
  - Sphinx balsae
  - Sphinx biolleyi
  - Sphinx caligineus
  - Sphinx canadensis
  - Sphinx centrosinaria
  - Sphinx chersis
  - Sphinx chisoya
  - Sphinx constricta
  - Sphinx crassistriga
  - Sphinx dollii
  - Sphinx drupiferarum
  - Sphinx eremitoides
  - Sphinx eremitus
  - Sphinx formosana
  - Sphinx franckii
  - Sphinx geminus
  - Sphinx gordius
  - Sphinx istar
  - Sphinx justiciae
  - Sphinx kalmiae
  - Sphinx leucophaeata
  - Sphinx libocedrus
  - Sphinx ligustri – zawisak tawulec
  - Sphinx lugens
  - Sphinx luscitiosa
  - Sphinx maura
  - Sphinx maurorum
  - Sphinx merops
  - Sphinx morio
  - Sphinx oberthueri
  - Sphinx perelegans
  - Sphinx phalerata
  - Sphinx pinastri – zawisak borowiec
  - Sphinx pitzahuac
  - Sphinx poecila
  - Sphinx porioni
  - Sphinx praelongus
  - Sphinx pseudostigmatica
  - Sphinx separatus
  - Sphinx sequoiae
  - Sphinx smithi
  - Sphinx tricolor
  - Sphinx vashti
  - Sphinx xantus
- rodzaj Thamnoecha
  - Thamnoecha uniformis
- rodzaj Xanthopan
  - Xanthopan morgani

### pozostałe
- rodzaj Adhemarius – czasami włączane do Smerinthinae
  - Adhemarius blanchardorum
  - Adhemarius daphne
  - Adhemarius dariensis
  - Adhemarius dentoni
  - Adhemarius donysa
  - Adhemarius eurysthenes
  - Adhemarius fulvescens
  - Adhemarius gagarini
  - Adhemarius gannascus
  - Adhemarius germanus
  - Adhemarius globifer
  - Adhemarius palmeri
  - Adhemarius sexoculata
  - Adhemarius tigrina
  - Adhemarius ypsilon
- rodzaj Sphingidites
  - Sphingidites weidneri